# Herzogiella seligeri
Herzogiella seligeri là một loài Rêu trong họ Hypnaceae. Loài này được (Brid.) Z. Iwats. mô tả khoa học đầu tiên năm 1970.